# Statue d'Anahit

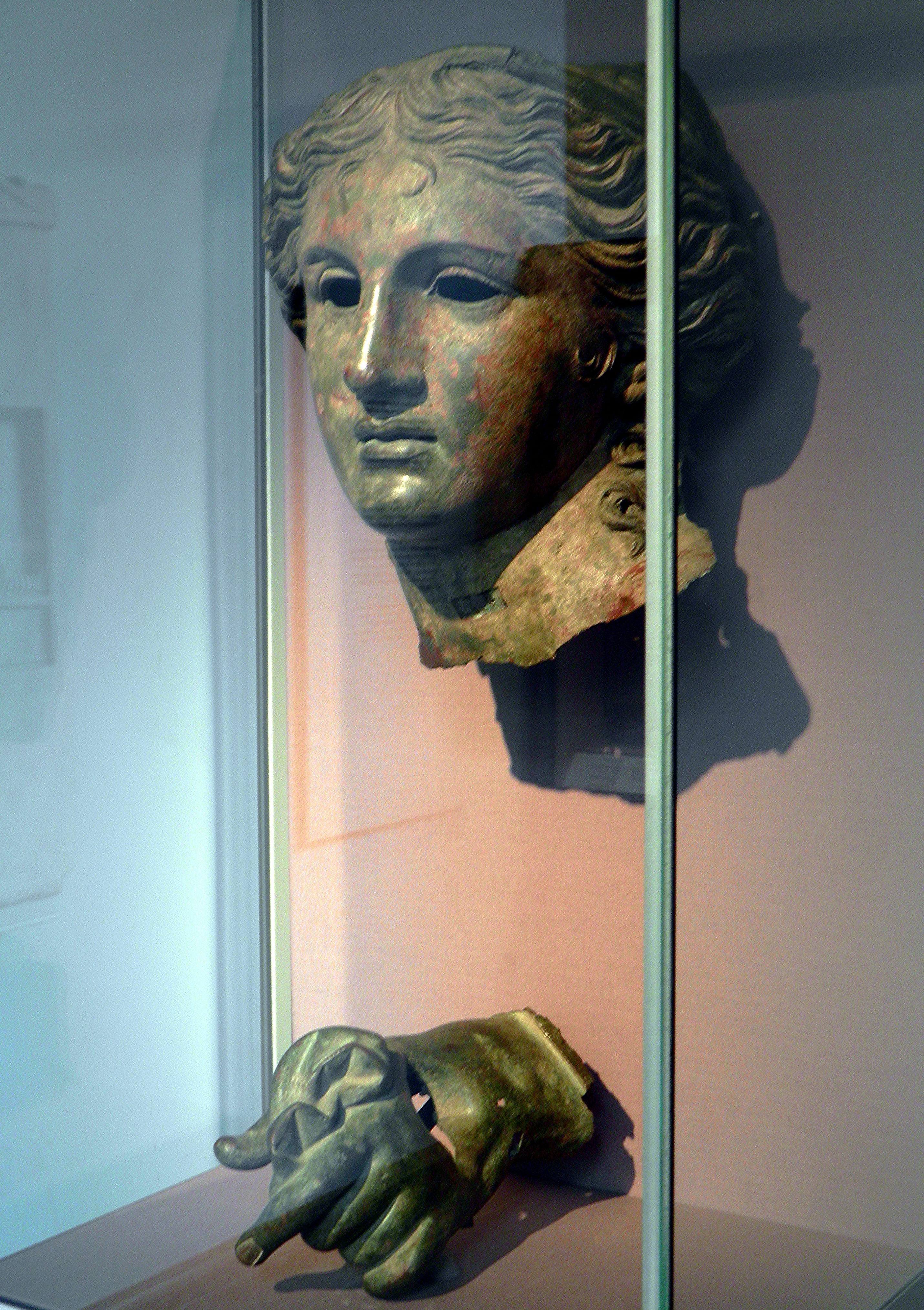
Statue de culte d'Anahit. Tête et main d'une statue de culte en bronze d'Anahit, du, trouvée près de Kelkit, dans le Sud de la province de Trabzon.

La statue de culte d'Anahit est un ensemble de deux fragments (tête et main gauche) d'une statue en bronze d'Anahit, déesse du panthéon arménien, datée du IIe siècle av. J.-C., provenant de l'ancienne ville de Satala (en) (village moderne de Sadak (tr)), près de Kelkit, dans le Sud de la province de Gümüşhane, en Turquie. Les deux fragments sont conservés au British Museum.

## Découverte
Les deux vestiges, tête et main de la statue, ont été découverts en 1872, par un homme qui labourait son champ, à l'emplacement de l'antique Satala. La tête fut acheminée vers Constantinople et parvint en Italie au marchand Alessandro Castellani, qui la vendit finalement au British Museum. La main a été présentée au musée quelques années plus tard. Malgré les rumeurs selon lesquelles la statue entière avait été retrouvée, le corps n'a jamais été révélé.

## Description
Le visage est bien conservé, malgré les dégâts dus aux coups de pioche, au sommet de la tête. Les yeux étaient à l'origine incrustés de pierres précieuses ou de pâte de verre, et les lèvres étaient peut-être recouvertes d'un placage de cuivre.

## Interprétation

### Historiographie
La statue a été d'abord identifiée comme une Aphrodite nue, la main gauche tirant une draperie d'un support situé à son côté, à la manière de la célèbre Aphrodite de Cnide de Praxitèle, du IVe siècle av. J.-C. Puis on a vu en elle une représentation de la déesse arménienne Anahit, qui en son temps a été assimilée aux déesses grecques Aphrodite et Athéna.
La taille de la tête laisse penser qu'elle appartenait à une statue de culte, bien que les fouilles effectuées à Satala en 1874 par Sir Alfred Biliotti, vice-consul britannique à Trébizonde, n'aient pas permis d'y découvrir un temple. La coulée à parois minces du bronze de la tête tendrait à indiquer une date hellénistique tardive, vers le IIe siècle av. J.-C. Mais la statue pourrait tout aussi bien dater du règne de Tigrane le Grand, roi d'Arménie de 95 à 55 av. J.-C., qui a vu se développer la prospérité de toute la région.

### Recherches actuelles
La statue est aujourd'hui bel et bien considérée comme une représentation de la déesse Anahit.

## Conservation
La statue est propriété du British Museum où elle est exposée. Pièce maîtresse de l'art arménien, elle est prêtée en 2024 au musée d'histoire de l'Arménie à Erevan pour y être exposée,.
Elle fait parfois l'objet de demandes de rétrocession à l'Arménie,.